# Armigatus
Armigatus è un genere di pesci ossei estinto, appartenente ai clupeomorfi. Visse tra il Cretaceo inferiore e il Cretaceo superiore (Albiano/Cenomaniano - Maastrichtiano, circa 107-70 milioni di anni fa) e i suoi resti fossili sono stati ritrovati in Medio Oriente, in Nord Africa, in Nordamerica e in Europa.

## Descrizione
Questo pesce era di piccole dimensioni, e solitamente non superava i 10 centimetri di lunghezza. Possedeva un corpo compatto, con una pinna dorsale relativamente allungata e una pinna caudale fortemente biforcuta. Differiva da animali simili, come Diplomystus e Sorbinichthys, per caratteristiche legate alla serie di scudi dorsali subtriangolari posti di fronte alla pinna dorsale: essi erano a forma di cuore, avevano il margine posteriore rotondo e liscio, e si estendevano per due terzi della lunghezza tra il cranio e la pinna dorsale. Solitamente, le specie appartenenti a questo genere erano dotate di denti sul parasfenoide e sull'endopterigoide, anche se una specie del Marocco (A. oligodentatus) ne era priva.

## Classificazione
Armigatus è un rappresentante degli ellimmittiformi (Ellimmichthyiformes), un gruppo di pesci imparentati con i clupeiformi vissuti tra il Cretaceo e l'Eocene, caratterizzati da ossa parietali in contatto le une alle altre lungo la linea mediana del cranio. Altre caratteristiche degli ellimmittiformi erano un forame simile a quello dei bericiformi nel ceratoiale anteriore, e la mancanza di un recesso laterale. 

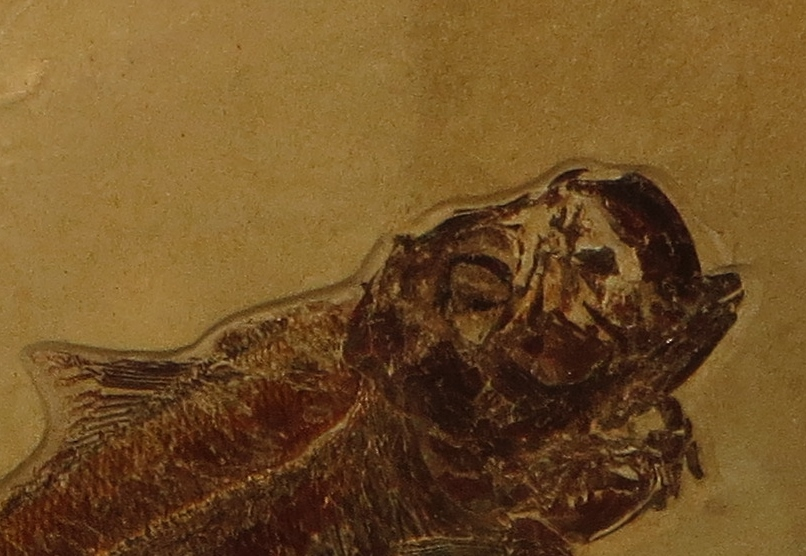
Particolare del cranio di Armigatus brevissimus

La specie tipo del genere Armigatus, Armigatus brevissimus, è stata la prima specie a nomenclatura binomia descritta nei famosi giacimenti del Cretaceo del Libano; fu de Blainville nel 1818 a descriverla, con il nome di Clupea brevissima. Successivamente, questa specie venne attribuita al genere Diplomystus; nel 1982, però, una ridescrizione del genere Diplomystus operata da Lance Grande portò alla distinzione di questa specie dalle restanti del genere, e all'istituzione di Armigatus. Successivamente, nel 2003, un'altra revisione dei pesci fossili del Cenomaniano del Libano portò alla classificazione di due nuove specie, A. alticorpus e A. namourensis. Nel 2016 vennero descritte A. oligodentatus, proveniente dal Cenomaniano/Turoniano del Marocco, e A. dalmaticus, del Maastrichtiano della Croazia. Nel 2020 e nel 2022 sono state descritte le specie A. carrenoae e A. felixi, provenienti dalla formazione Tlayúa in Messico, risalente alla fine del Cretaceo inferiore (Albiano). Fossili attribuiti alla specie A. brevissimus sono stati ritrovati anche in Portogallo.

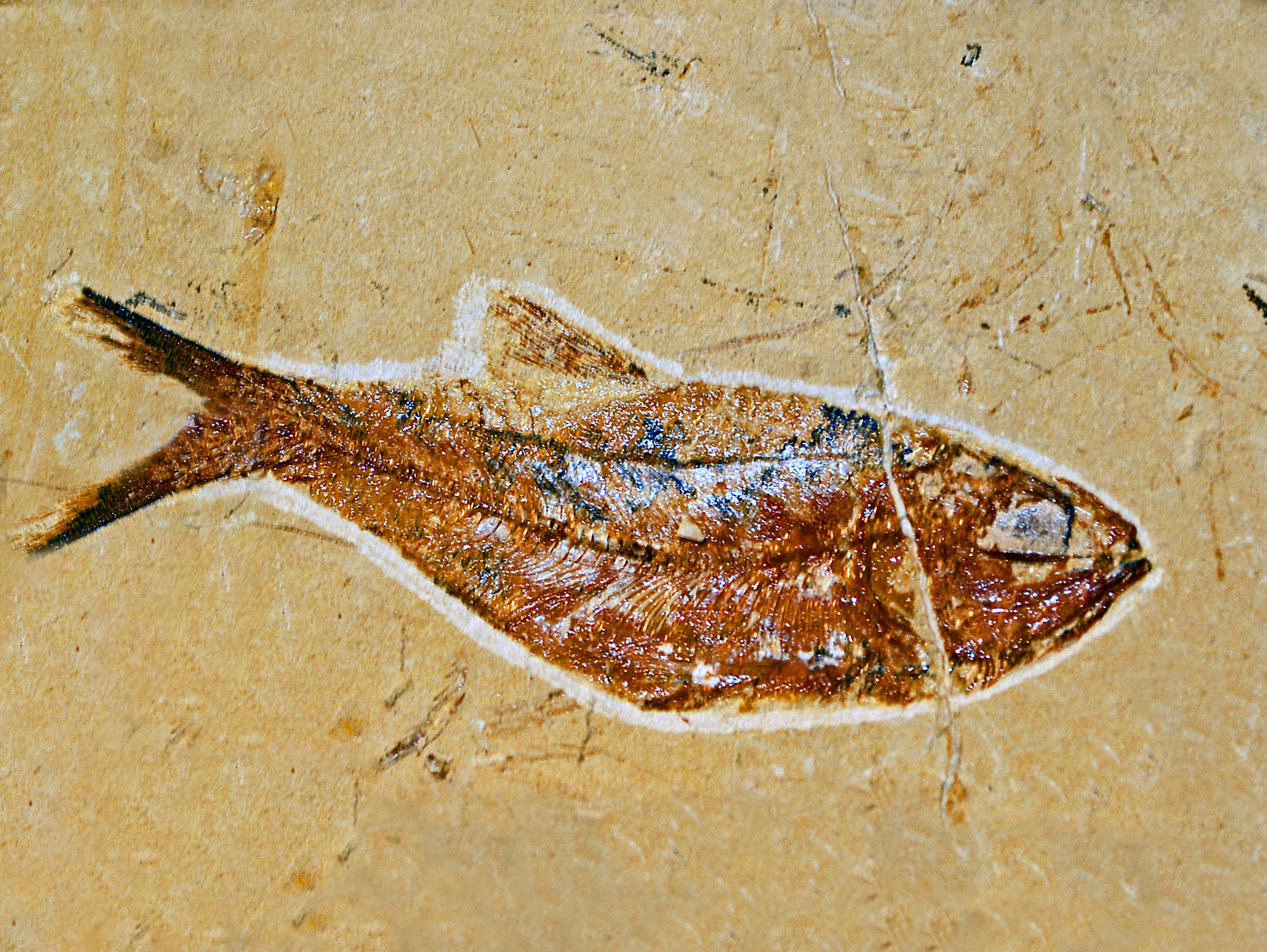
Fossile di Armigatus brevissimus